# أخلاقيات بوذية

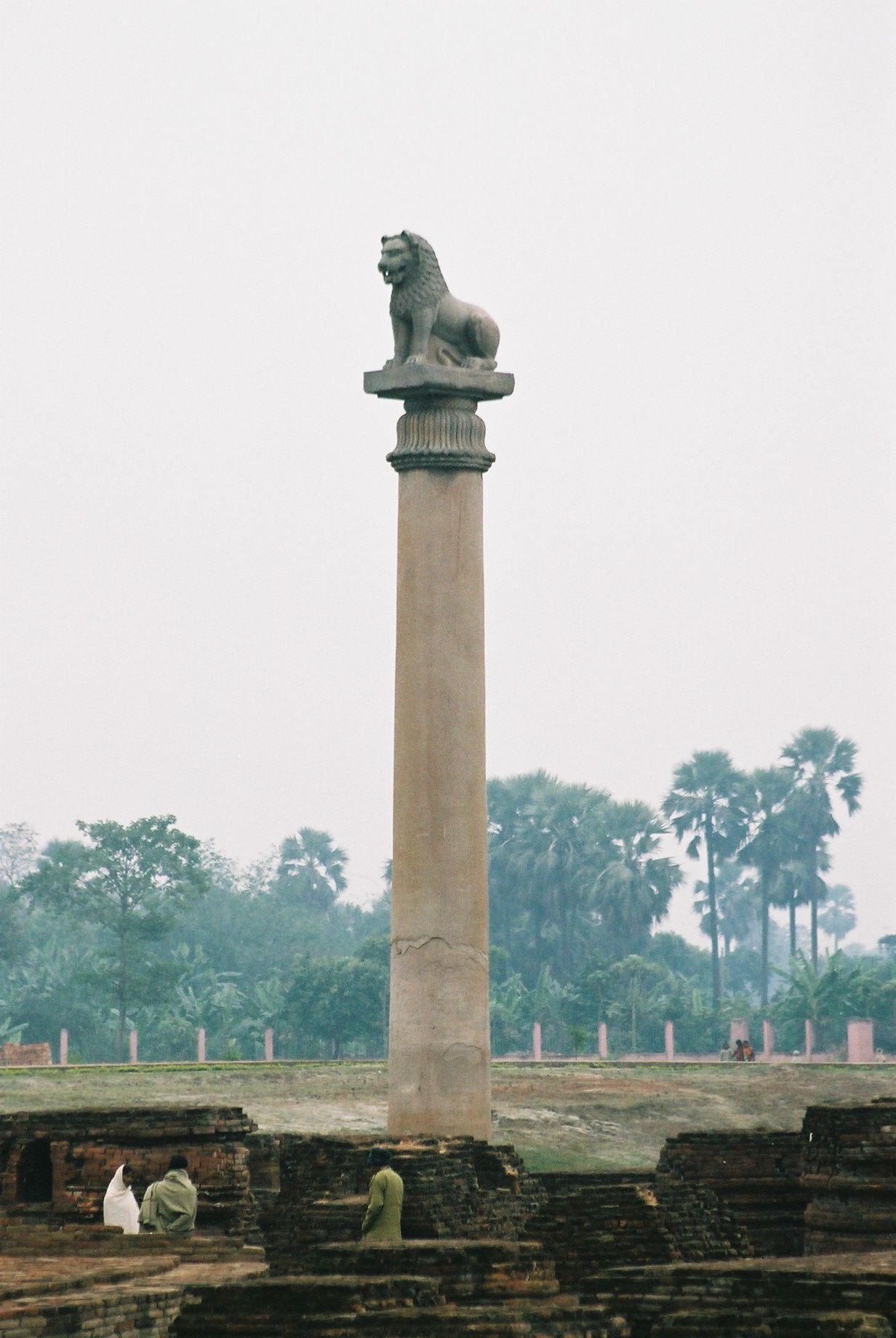
بنى الملك آشوكا المسلات في جميع أنحاء شبه القارة الهندية.

تقوم الأخلاقيات البوذية تقليدياً على ما يُنظر إليه البوذيون المنظور المستنير لبوذا، أو كيانات مستنيرة أخرى مثل «البوداسف». إن المصطلح الهندي للأخلاق أو الأخلاق المستخدمة في البوذية هو سيلا Śīla (بالسنسكريتية: शील).
إن السيلا في البوذية هي واحدة من الأقسام الثلاثة التي يتألف منها الطريق الثماني النبيل، وهي مدونة لقواعد السلوك التي تشجع على الالتزام بالانسجام مع الحياة، وضبط النفس، والمبدأ الرئيسي هو اللاعنف أو التحرر من التسبب في أي ضرر. وقد وُصِفت على أنها بمثابة الفضيلة، وأنها سلوك صحيح، وأنها أساس أخلاقي متين.

## الأسس
مصدر أخلاقيات البوذيين في جميع أنحاء العالم هي «الثلاث جواهر» من بوذا، ودارما، وسانغا. وينظر إلى بوذا على أنه مؤسس لتحرير المعرفة ومن ثم فأنه يعتبر المعلم الأول. الدارما هي تعاليم مسار بوذا وحقائق هذه التعاليم. السانغا هو مجتمع النبلاء، الذين يمارسون الداما وقد حققوا بعض المعرفة الروحانية، وبالتالي يقدرون على توفير التوجيه لغيرهم من العوام والحفاظ على التعاليم الأساسية. إن وجود فهم صحيح للتعاليم أمر حيوي للسلوك الأخلاقي السليم. علّم بوذا أن الرأي الصحيح كان شرطاً أساسياً ضرورياً لسلوك الحق.

### الكارما والبعث من جديد

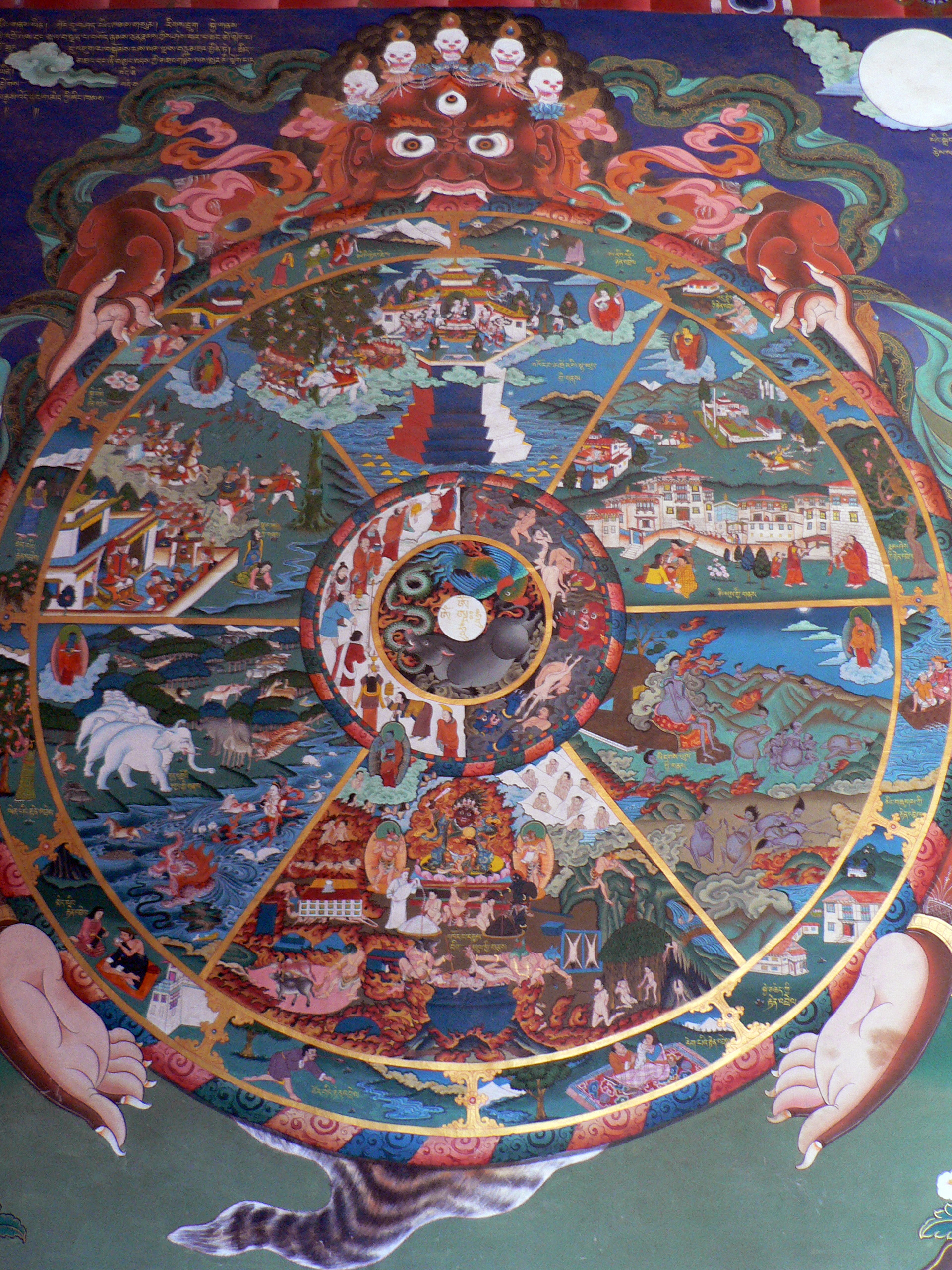
تُظهِر البهافاجاكرا (عجلة الحياة) نِطاقات إعادة الولادة الكارمية وتوجد في وسط العجلة السموم الثلاثة ألا وهي الجشع والكراهية والوهم.

الأساس المركزي للأخلاق البوذية هو قانون الكارما وإعادة البعث للحياة من الجديد. سُجل أن بوذا قد صرح بأن الرأي الصحيح يتألف من الاعتقاد بالتالي (من بين أشياء أخرى): «هناك ثمار، وهذه الثمار تنضج نتيجة لأفعالنا، أما بشكل جيد أو غير صالح. إن ما يفعله المرء مهم وسيؤثر على مسار مستقبله؛ هناك هذا العالم، وهناك أيضاً عالم ما ورائي. هذا العالم ليس غير واقعي، وسيذهب المرؤ إلى عالم آخر بعد موته هنا».
الكارما هي كلمة تعني حرفيا «العمل»، ويُنظر إليها على أنها قانون طبيعي للكون الذي يظهر كسبب وتأثير. في المفهوم البوذي، الكارما هي نوع معين من العمل الأخلاقي الذي يمتلك عواقب أخلاقية على فاعله. جوهر الكارما هو النية العقلية، فقد قال بوذا: «إنها نية الشيطان أيها الرهبان، التي أسميها الكارما. وهي تحدث بعد أن يتصرف المرؤ من خلال جسده، أو كلامه، أو عقله». لذلك فإن إيذاء شخص ما عن طريق الخطأ ليس كارما سيئة، ولكن وجود أفكار مؤذية ونية مبيتة لذلك. ترى الأخلاقيات البوذية هذه الأنماط من الدوافع والإجراءات كأنها تصرفات وظروف مستقبلية -فالثمار (الفالا) هي الأفعال الحالية، بما في ذلك ظروف ومكان حياة الفرد المستقبلية (رغم أن هذه يمكن أن تتأثر بعوامل عشوائية أخرى). ويقال إن أفعال المرء السابقة تشكل وعي المرء وتترك فيه بذور (الباجة) تنضج لاحقاً في الحياة القادمة. الهدف من الممارسة البوذية عموماً هو كسر هذه الدورة، على الرغم من أنه يمكن للمرء أيضا العمل من أجل ولادة جديدة في حالة أفضل من حالته الحالية من خلال الأعمال الصالحة.
إن جذور نية المرء هو ما هي الشروط التي تحدد كون العمل جيداً أو سيئاً. هناك ثلاثة جذور جيدة (عدم التعلق، والإحسان، والفهم) وثلاثة جذور سلبية (الجشع والكراهية والوهم). تسمى الأعمال التي تنتج نتائج جيدة «الجدارة»، والحصول على الجدارة هو هدف مهم لممارسة البوذية.

### الحقائق الأربع النبيلة
الحقائق الأربع النبيلة هي:
1. الدوكا (المعاناة، العجز عن الرضا، الألم)، وهي صفة جوهرية في الوجود في كل تناسخ[7][8]
2. السامودايا (الأصل، السبب): أصل المعاناة هو «التَّوق، أو الشهوة، أو التعلّق»[9][10][11]
3. النيرودا (الانقطاع، الإنهاء): تنتهي هذه المعاناة بإبطال كل «التَّوق، أو الشهوة، أو التعلّق»[12][13]
4. الماغا (الطريق، السراط الثماني): هو طريق إنهاء المعاناة.[14][15]

الحقائق الأربع النبيلة تعبّر عن رؤية كونية مركزية عند البوذيين، إذ ترى الوجود الدنيوي هذا غير مرضٍ، ومليئًا بالقلق (دوكا). يرى البوذيون أن الدوكا مصدرها التوق، وأن إنهاء التوق يقود إلى التحرر (النيرفانا). وطريقة إنهاء التوق هي اتباع السراط الثماني الذي علّمه بوذا، الذي يأمر بعناصر أخلاقية هي القول الحق، والفعل الحق، والعيش الحق. من وجهة نظر الحقائق الأربع النبيلة، يكون الفعل أخلاقيًّا إذا كان مساعدًا على إنهاء المعاناة. فهم حقيقة المعاناة في الحياة يتيح للمرء تحليل عناصر نشوئها، وأنها من التوق، ويتيح له الإحساس بالرحمة والإشفاق على غيره. قيل إن مقارنة النفس بالغير، بتطبيق القاعدة الذهبية، نتيجة لهذا التقدير للمعاناة. من وجهة النظر البوذية، يكون الفعل أخلاقيًّا إذا كان ناشرًا للتطوّر الروحاني بالاتفاق مع السراط الثماني، وبذلك يكون مؤدّيًا إلى النيرفانا (التحرر). في بوذية الماهايانا، يكون التركيز على تحرير كل الكائنات، وينظَر إلى البوذيساتفات على أنهم يعملون دائبين لتحرير الجميع.

### التعاليم
أساس الأخلاقيات البوذية للعلمانيين هي التعاليم الخمسة التي تتفق عليها كل المدارس البوذية. هذه التعاليم أو «الفضائل الأخلاقية الخمس» (بانكا سيلاني) ليست أوامر بل هي التزامات وهدايات طوعية، تساعد المرء على عيش حياة يكون فيها سعيدًا وقليل القلق وقادرًا على التأمّل. يفتَرَض أن تمنع هذه التعاليم المعاناة وتضعف آثار الطمع والكراهية والوهم. كانت هذه الفضائل تعاليم أخلاقية أساسية أعطاها بوذا للعلمانيين والنسّاك سواءً. يخرق المرء أخلاقه (سيلا) بالفعل الجنسي، ويضرّ ممارسته الدينية أو ممارسة شريكه، إذا كان الجماع في علاقة غير ملتزمة. عندما «يلتجئ» المرء إلى تعاليم البوذا، ينذر على نفسه الالتزام بالتعاليم الخمسة، وهي:
1. أتعهّد بقانون الرياضة أن أمتنع عن أخذ الحياة (القتل)
2. أتعهّد بقانون الرياضة أن أمتنع عن أخذ ما لم يُعطَ
3. أتعهّد بقانون الرياضة أن أمتنع عن سوء التصرّف الحسّي
4. أتعهّد بقانون الرياضة أن أمتنع عن الخطاب الكاذب
5. أتعهّد بقانون الرياضة أن أمتنع عن الخمور والأنبذة والمسكرات الأخرى، التي هي أصل الغفلة.

يتعهّد البوذيون عادة بهذه التعاليم في طقوس مع أعضاء من الكهنة (سانغا)، ولو أنهم يقدرون أن يلتزموا بها التزامًا شخصيًّا خاصًّا. يقال إن الحفاظ على كل تعليم يطوّر الفضيلة المضادّة. فالامتناع عن القتل مثلًا يطوّر الرفق والرحمة، والامتناع عن السرقة يطور عدم التعلق. ارتبطت المبادئ الخمسة بالمسالك النفعية والواجبيّة والفضائلية إلى الأخلاق. وقورنت هذه المبادئ أيضًا بحقوق الإنسان بسبب طبيعتها العالمية، ويقول بعض العلماء إنها يمكن أن تكمّل مفهوم حقوق الإنسان.
ينبني اتباع المبادئ الخمسة والخضوع لها على مبدأ عدم الضرر (في البالية والسنسكريتية: أهيمسا). توصي شريعة بالي أن يقارن الإنسان نفسه بالآخرين، فإذا فعل هذا لم يضرّ أحدًا. فالرحمة والإيمان بالقصاص الكارمي أساسا هذه المبادئ.
أول المبادئ الخمسة: تحريم القتل، يستوي في هذا قتل الإنسان وجميع الحيوانات. أوّل العلماء هذه النصوص البوذية على أنها معارضة لعقوبة الإعدام والانتحار والإجهاض والقتل الرحيم. يحرّم المبدأ الثاني السرقة. يحرّم المبدأ الثالث الزنا بكل أشكاله، وهو ما يؤوله المعلمون في العصر الحديث على أنه تحمل المسؤولية الجنسية والالتزام طويل المدى. والمبدأ الرابع يحرّم الكذب سواءٌ أكان منطوقًا أم مفعولًا، ومنه: الكلام البذيء والقاسي والسخرية. يحرّم المبدأ الخامس السُّكر، ويستوي في ذلك الكحول والمخدرات وغيرهما. تشجب النصوص البوذية القديمة الكحول دائمًا تقريبًا، وكذلك النصوص البوذية الصينية المتأخرة. يختلف الموقف البوذي من التدخين باختلاف الزمان والمكان، ولكنه بالعموم متساهل. في العصور الحديثة، شهدت الدول البوذية التقليدية حركات إحيائية لنشر المبادئ الخمسة. أما في الغرب، فللمبادئ الخمسة دور كبير في المنظمات البوذية.
وفي البوذية مجموعة أشدّ من التعاليم تسمّى التعاليم الثمانية، يلتزَم بها في أيام دينية مخصوصة أو في الانعزالات الدينية. تشجّع المبادئ الثمانية على مزيد من الانضباط، وهي على غرار شرعة النسّاك. في المبادئ الثمانية، يصبح المبدأ الثالث المانع من الزنا أشدّ فيفرض على الناسك العزوبة. القواعد الثلاث المكملة للتعاليم الثمانية:
- «أقبل بقانون الرياضة أن أمتنع عن الطعام في غير وقته» (مثلًا: لا أغذية صلبة بعد الظهر، إلى مطلع شمس اليوم التالي)
- «أقبل بقانون الرياضة أن أمتنع عن (أ) الرقص والغناء والمعازف والمسرحيات، و (ب) عن استعمال الحلي والمجمّلات ودهون التجميل».
- «أقبل بقانون الرياضة أن أمتنع عن استعمال السرر والكراسي العالية والباذخة».

يلتزم النسّاك الجدد بهذه التعاليم، أما النسّاك الذين اكتمل ترسيمهم فعندهم مجموعة أكبر من التعاليم الرهبانية، تسمى البراتيموكسا (227 قاعدة للنسّاك في المذهب الثيرافادي). يفتَرَض بالنسّاك أن يكونوا عزّابًا ولا يسمح لهم في التقليد أن يلمسوا المال. بيّنت الفينايا قوانين النسك البوذي للناسكين والناسكات. يختلف محتوى الفينايا قليلًا بين المدارس المختلفة، وتضع بعض المدارس أو المدارس الفرعية معايير مختلفة بشأن درجة الالتزام بالفينايا.
في بوذية الماهايانا مجموعة أخرى سائدة من القواعد الأخلاقية التي يلتزم بها البوذيساتفا، هي تعاليم البوذيساتفا أو «التعاليم العشرة العظيمة». تشمل تعاليم البوذيساتفا، وهي مشتقة من سوترا براهماجالا الماهايانية، التعاليم الخمسة وتضيف لها خمسة تعاليم أخرى منها النهي عن قذف تعاليم بوذا. هذه التعاليم فوق شرعة النساك وفوق تعاليم العلمانيين. تشمل سوترا البراهماجالا أيضًا 48 تعليمًا أصغر منها تحريم أكل اللحم وتخزين السلاح والتعليم بهدف الربح، وترك تعاليم الماهايانا وتعليم مذهب غير الماهايانا. ليس لهذه التعاليم نظير في الثيرافادا.

### الأفعال العشرة الكاملة
من الصيغ الشائعة أيضًا للسلوك الأخلاقي البوذي في النصوص البوذية القديمة «طريق الأفعال الصالحة العشرة» أو «طرق الكارما الماهرة العاشرة» وهي «متفقة مع الدارما». تنقسم هذه الأفعال إلى ثلاثة جسدية (كايا كاما)، وأربعة قولية (فاسي كاما)، وثلاثة عقلية (مانو كاما)، وكلّها تؤدي إلى «انحدار الصفات قليلة المهارة ونمو الصفات الماهرة». نوقشت هذه الطرق في سوتات منها ماجيما نيكايا 41 و114:
الأفعال الجسدية:
- «يترك المرء قتل الكائنات الحية»، و«يرفض العصا والسيف»، و«يكون لطيفًا ورفيقًا، يعيش ممتلئًا بالرحمة لكل الكائنات الحية».
- «يترك السرقة. ولا يأخذ ثروة غيره أو ممتلكاته من القرية أو البرية بقصد السرقة».
- «يترك سوء الفعل الجنسي. ولا يكون له علاقات جنسية مع النساء اللاتي وصيّهنّ أمه أو أبوه أو كلاهما أو أخوه أو أخته أو أقاربه أو عشيرته. ولا يكون له علاقة جنسية مع امرأة محمية بالمبدأ، ولا مع امرأة لها زوج، ولا مع امرأة يعاقبه القانون على جماعها، ولا مع امرأة كُلّلت علامةً على خطبتها».

الأفعال القولية:
- «يترك المرء الكذب. وإذا دُعي إلى مجلس أو مجمع أو لقاء عائلي أو مؤتمر أو محكمة ملكية، وسُئل الشهادة: ‹رجاءً يا سيّد، قل ما تعلم›، فإذا لم يكن يعلم، قال ‹لا أعلم›، وإذا كان يعلم، قال ‹أعلم›، وإذا لم ير، قال ‹لم أر›، وإذا رأى قال ‹رأيت›، فلا يكذب لمصلحة نفسه أو غيره، لسبب تافه دنيوي».
- «ويترك القول المفرّق، فلا يقول في مكانٍ ما سمعه في مكان آخر ليفرّق بين الناس ويحمل بعضهم على بعض، بل يصالح بين المتفرّقين، ويدعم الوحدة، ويسعد بالاتفاق ويحبّه ويقول كلامًا ينشره».
- «ويترك القول الجافي، فيتحدّث حديثًا طريًّا يسعد الأذن، محبوبًا يدخل القلب، مؤدّبًا ومعجبًا ومقبولًا عند الناس».
- «ويترك القول الذي بلا معنى، ويكون كلامه صادقًا ومفيدًا وفي وقته، ومتفقًا مع التعاليم والرياضات، فيقول الأشياء في وقتها الصحيح، على أن تكون قيمة ومعقولة وموجزة ومفيدة».

الأفعال العقلية:
- «أن يكون سعيدًا، ولا يطمع في مال غيره وممتلكاته: ‹لو كانت ممتلكاتهم هذه لي›، ويكون له قلب رقيق ونية محبّة: ‹أرجو أن تعيش هذه الكائنات الحاسّة حرّة من العداوة والإرادة الفاسدة، وأن تكون سعيدة قليلة المشكلات›».
- «أن يكون سعيدًا، ويعيش وقلبه مليء بالسعد، يكون محبًّا ويعيش وقلبه مليء بالحب، ويكون رفيقًا، ويعيش وقلبه مليء بالرفق».
- «أن يكون رأيه: ‹في العطاء والتضحية والتقديم معنًى، وهي ثمار الأفعال الصالحة والفاسدة، والآخرة حق، وللأب والأم حق، وفي الكون مخلوقات تتناسخ عفوًا، وزهّاد وبراهمة مدرّبون ومتمرّسون، يصفون الآخر بعد إدراكها بإلهامهم›».

## التعاليم
إن أساس الأخلاق البوذية للناس العاديين هو «المفاهيم الخمسة» المشتركة بين جميع المدارس البوذية. المبادئ أو الفضائل الأخلاقية الخمسة (pañca-silani) ليست أوامر ولكنها مجموعة من الالتزامات أو المبادئ التوجيهية الطوعية لمساعدة المرء على أن يعيش حياة يسعد فيها دون قلق، وأن يكون قادراً على التأمل بشكل جيد. من المفترض أن تمنع المبادئ المعاناة وأن تضعف آثار الجشع والكراهية والوهم. كانت تلك هي التعليمات الأخلاقية الأساسية التي منحها بوذا للناس العاديين والرهبان على حد سواء. عندما يتلزم أي شخص بتعاليم بوذا، فأنه يقوم بالقسم بشكل رسمي على خمسة مفاهيم أساسية:
- أتعهد بالالتزام بقانون التدريب للامتناع عن أخذ الحياة (القتل).
- أتعهد بالالتزام بقانون الامتناع عن أخذ ما لم يعط لي.
- أتعهد بالالتزام بقاعدة الامتناع عن سوء السلوك الحسي.
- أتعهد بالالتزام بقاعدة الامتناع عن الكلام الكاذب.
- أتعهد بالالتزام بقانون الامتناع عن المشروبات الكحولية والخمور وغيرها من المسكرات، التي هي أساس الغفلة.

### القيم والفضائل الرئيسية
إن الالتزام بهذه المفاهيم ليست البعد الوحيد للأخلاق البوذية، هناك أيضا العديد من الفضائل والدوافع والعادات الهامة التي تروج لها على نطاق واسع النصوص والتقاليد البوذية. في جوهر هذه الفضائل هي الجذور الثلاثة: عدم التعلق، والإحسان، والتفاهم.
ومن الفضائل التي يتم الترويج لها على نطاق واسع في البوذية هي: السخاء، والسلوك السليم، والتنازل، والحكمة، والطاقة، والصبر، والصدق، والعزم، وحسن النية، والاتزان.

## المسائل الأخلاقية

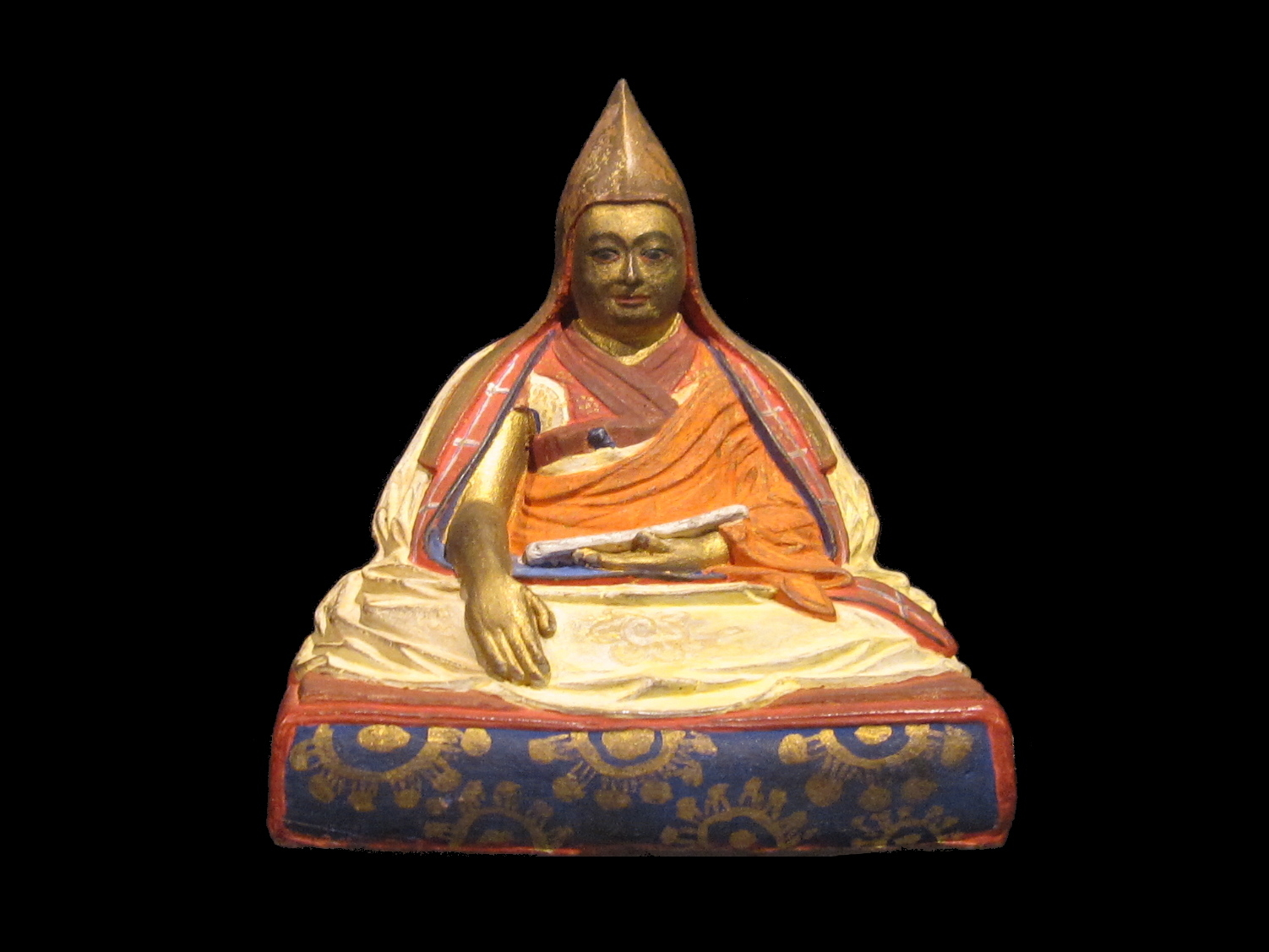
تمثال لوزانغ غياتسو.

### القتل
المبدأ الأول هو الامتناع عن أخذ الحياة (القتل)، وذكر بوذا بوضوح أن أخذ الحياة البشرية أو الحيوانية من شأنه أن يؤدي إلى عواقب كارثية سلبية وكان ولن يؤدي إلى التحرر من الدورة. تشمل سبل العيش الصحيحة عدم الاتجار بالأسلحة أو صيد الحيوانات أو ذبحها. العديد من الكتب البوذية تصرح أنه ينبغي للمرء أن يكون عقله دائماً ممتلئاً بالرحمة والمحبة لجميع الكائنات، وهذا يشمل الأشرار، كما هو الحال في حالة «أنجليومالا» القاتل، وكل أنواع الحيوانات، حتى الآفات والحشرات (لا يسمح للرهبان بقتل أي حيوان، لأي سبب كان). ولذلك، تميل التعاليم والمؤسسات البوذية إلى تعزيز السلام والتعاطف، عاملة كملاذات آمنة في أوقات النزاع. وعلى الرغم من هذا، فإن بعض البوذيين -بما في ذلك الرهبان، مثل رهبان المحاربين اليابانيين- قاموا بأعمال عنف من قبل. في الصين، طور دير «شاولين» تقاليد فنون الدفاع عن النفس للدفاع عن أنفسهم من الهجوم.

#### الحرب
شجَّع بوذا على اللاعنف بطرق مختلفة، وشجع أتباعه على عدم القتال في الحروب وعدم بيع الأسلحة أو الاتجار فيها. وذكر بوذا أنه في الحرب، يعاني كل من المنتصر والهزيمة: «المنتصر يُولّد العداوة. المهزوم يسكن في الحزن. أما الهادئ فيعيش بسعادة، متخليا عن كل من النصر والهزيمة».

#### الإجهاض
لا توجد أي وجهة نظر بوذية واحدة تتعلق بالإجهاض، على الرغم من أن البوذية التقليدية ترفض الإجهاض لأنه ينطوي على التدمير المتعمد لحياة الإنسان، وتعتبر الحياة البشرية بداية من الحمل.
واحد من الأسباب التي تجعل الإجهاض يعتبر عملاً شريراً هو أن الولادة البشرية تعتبر فرصة ثمينة وفريدة من نوعها للقيام بالأعمال الصالحة وتحقيق التحرر من الدورة.
في حين أن الإجهاض يمثل إشكالية في البوذية، فإن وسائل منع الحمل عمومًا ليست مشكلة.

#### الانتحار والقتل الرحيم
تنظر البوذية إلى إنهاء حياة الشخص للهروب من المعاناة الحالية على أنه فعل عقيم، لأنه سيولد من جديد مرة أخرى.

#### عقوبة الإعدام
تضع البوذية تأكيدًا كبيرًا على قدسية الحياة، ومن الناحية النظرية تمنع عقوبة الإعدام. ومع ذلك، تم استخدام عقوبة الإعدام في معظم الدول البوذية تاريخياً. نذكر بالمبدأ الأول من المبادئ الخمسة (Panca-sila) وهو الامتناع عن تدمير الحياة.

### الحيوانات والبيئة
لا ترى البوذية أن البشر في فئة أخلاقية خاصة فوق الحيوانات، أو أنهم يتمتعون بسيطرة إلهية كما يفعل المسيحيون. وينظر إلى البشر على أنهم أكثر قدرة على اتخاذ الخيارات الأخلاقية، وهذا يعني أن عليهم أن يحموا الحيوانات، وأن يكونوا لطفاء معها. ترى البوذية أيضًا البشر جزء من الطبيعة، وليسوا منفصلين عنها.
قضى الرهبان البوذيون في بداية البوذية الكثير من الوقت في الغابات، التي كانت تعتبر مكانًا ممتازًا للتأمل، وما زال هذا التقليد يمارسه الرهبان في الغابات التايلندية.

#### النباتية

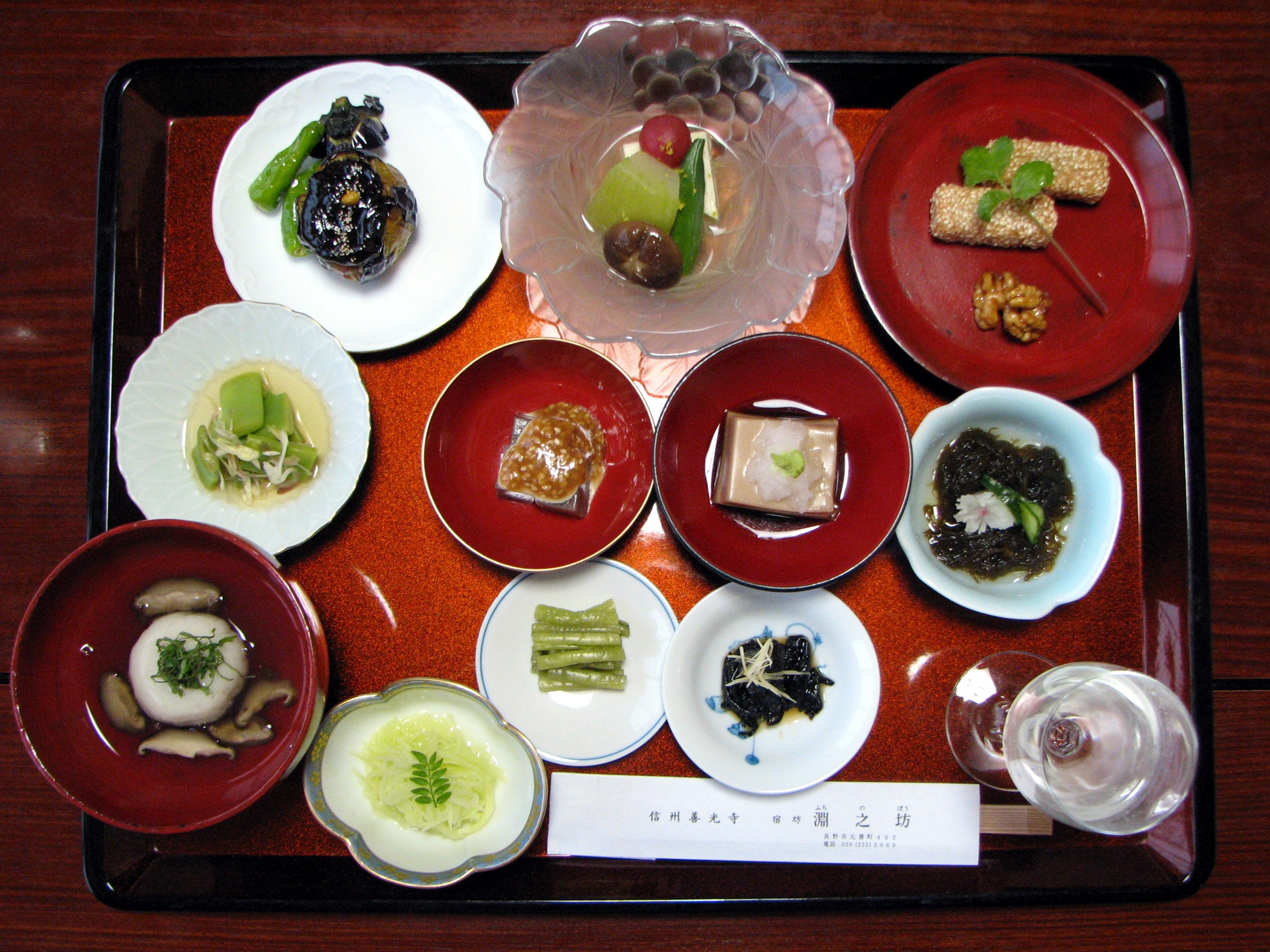
وجبة عشاء نباتية في مطعم بوذي ياباني

المبدأ الأول للبوذية يركز بشكل رئيسي على المشاركة المباشرة في تدمير الحياة. هذا هو أحد الأسباب التي جعلت بوذا يميز بين قتل الحيوانات وتناول اللحوم، لذلك رفض إدخال مبدأ النباتية في الممارسة الرهبانية. في حين أن النصوص البوذية المبكرة مثل شريعة بالي تنفر من الصيد والجزارة وصيد الأسماك والتجارة في اللحم (ميتاً أو ماشية حية) كمهن، فإنها لا تحظر فعل تناول اللحوم. المشاركة المباشرة تتضمن أيضًا طلب أو تشجيع شخص ما على قتل حيوان من أجلك.

#### البيئة
كانت الغابات والأدغال أماكن سكن مثالية للبوذيين الأوائل، وتمدح العديد من النصوص حياة الغابة باعتبارها مفيدة للتأمل. لا يُسمح للرهبان بقطع الأشجار حسب «فينايا»، وينظر إلى زراعة الأشجار والنباتات على أنها مثمرة ككارما. وبسبب هذا، فإن الأديرة البوذية غالباً ما تكون محمية طبيعية صغيرة داخل الولايات الحديثة في شرق آسيا. وينظر إلى شجرة أثأب الهند Ficus religiose باعتبارها مقدسة، لأنها هي نفس نوع الشجر التي حصل بوذا على التنوير تحتها.

### قضايا النوع
في الديانة الهندية قبل البوذية، كان ينظر إلى النساء على أنهن أقل شأناً وخضوعاً للرجل. كانت تعاليم بوذا تميل إلى تعزيز المساواة بين الجنسين، حيث رأى بوذا أن المرأة تتمتع بنفس القدرات الروحية التي يتمتع بها الرجال. وفقاً لإيزالين بلو هورنر، فإن النساء في الهند البوذية: "سيطروا بمزيد من الاحترام وتمتعوا بنفس الرتبة مثل الذكور كأفراد. حيث تمتعن بقدر أكبر من الاستقلال، وحرية أوسع لتوجيه ومتابعة حياتهن الخاصة". أعطى بوذا نفس التعاليم لكلا الجنسين، أشاد العديد من تلاميذ العلمانيين بحكمتهم وسماحهم للنساء بأن يصبحوا رهبان، في وقت كان يُنظر فيه على أنه فضيحة في الهند، حيث هيمن الرجال تماماً على المهن الروحية.

### الجنسانية
إن المبدأ الثالث (أو في بعض الأحيان الرابع) من المبادئ الخمسة للبوذية ينص على أنه يجب الامتناع عن «سوء السلوك الجنسي»، الذي له تفسيرات مختلفة، ولكنه ينطوي عمومًا على أي سلوك جنسي يضر بالآخرين، مثل الاغتصاب والإيذاء والزنا في كثير من الأحيان، على الرغم من أن هذا يعتمد على عادات الزواج والعلاقات المحلية. يُتوقع من الرهبان والراهبات البوذيين ليس فقط الامتناع عن كل الأنشطة الجنسية، بل أن يتوعدوا أيضاً بالعزوبية مدى الحياة.

#### التوجه الجنسي
تختلف التقاليد البوذية في آرائها حول المثلية الجنسية، وفي تفسير السوابق التي تحدد «سوء السلوك الجنسي» بشكل عام. على الرغم من عدم وجود إدانة صريحة للمثلية الجنسية في السوترا البوذية، سواء أكانت في المذهب التيرافادي أم المذهب الماهاياني أم المذهب الفاجراياني، فإن المواقف المجتمعية والرؤية التاريخية للممارسين أقاموا سوابق تاريخية يقتضي بها بعد ذلك. فبعض السانغا تساوي المثلية الجنسية مع سوء السلوك الجنسي المحظور بموجب المبادئ الخمسة. بينما تقول سانغا أخرى إنه إذا كانت الحياة الجنسية رحيمة أو رضائية ولا تتعارض مع المبادئ، فلا توجد مخالفة سيئة للكارما هنا، بغض النظر عما إذا كانت من نفس الجنس أم لا. عادةً ما تميل المجتمعات البوذية في الدول الغربية وكذلك في اليابان إلى تقبل المثلية الجنسية. فكانت العلاقات المثلية بين الساموراي البوذيين ورجال الدين شائعة جداً في اليابان. وكانت المثلية الجنسية بين رجال الدين الذكور شائعة بصورة خاصة في المدرسة (الفرع) الشينغوني (真言宗).

### الأخلاق الاقتصادية

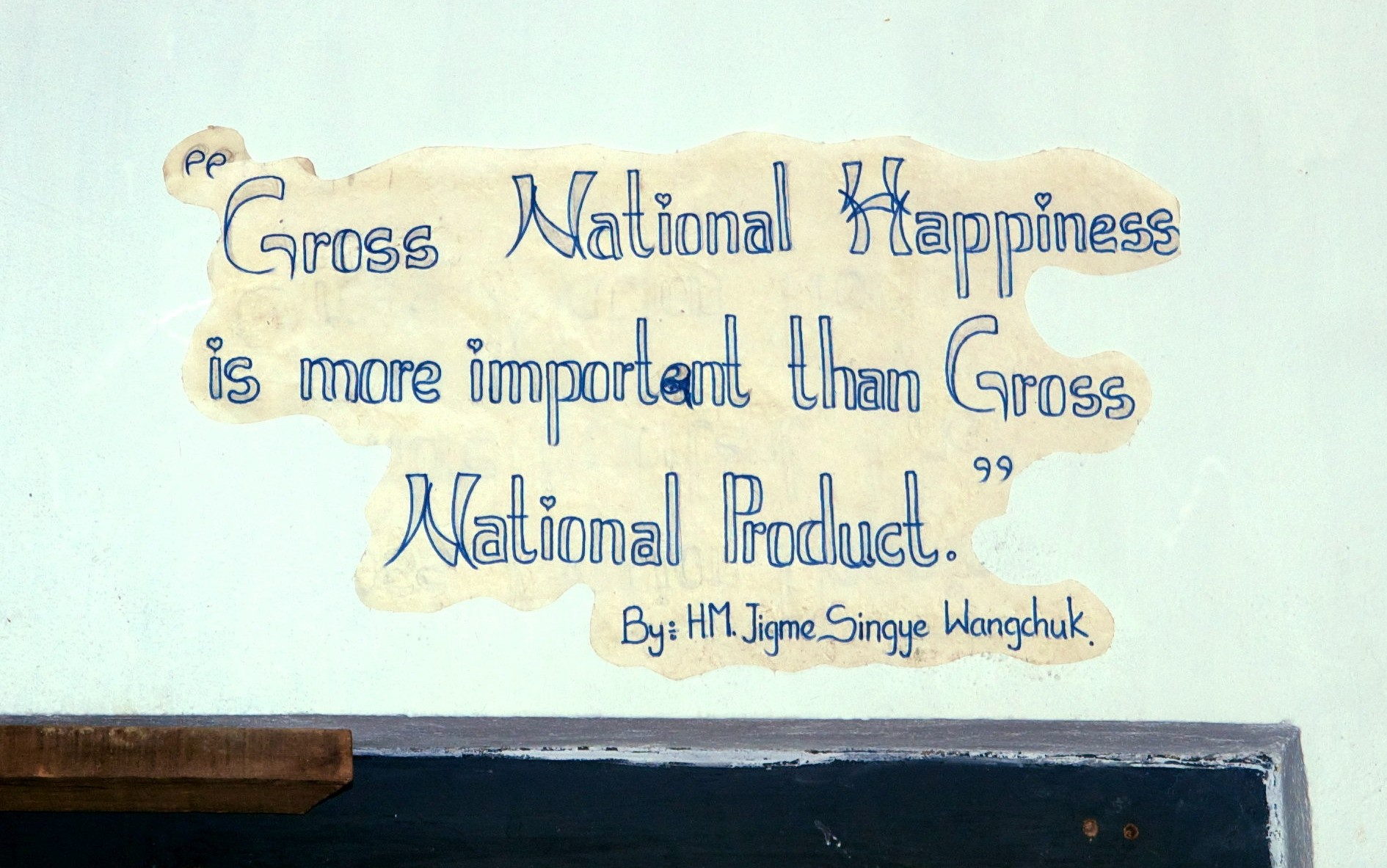
لافتة للحكومة البوتانية 'تشجع فيها الشعب على مفهوم السعادة القومية الإجمالية وهو يستند على القيم والمبادئ الروحية البوذية.

شملت تعاليم بوذا للناس العاديين نصائح حول كيفية كسب رزقهم وكيفية استخدام ثرواتهم. فالرزق الصحيح هو عنصر من الطريق الثماني النبيل، ويشير عموماً إلى جعل المرء يعيش دون قتل، أو متواطئا في معاناة كائنات أخرى (عن طريق بيع الأسلحة أو السم أو الكحوليات أو اللحم) أو من خلال الكذب أو السرقة أو الخداع (الإعلانات التي يخدع بها الآخرين على سبيل المثال). تذكر سوترا سيغالوفادا (ديغا نيكايا 31) أنه يتوجب على السيد الاعتناء والاهتمام بخدمه وموظفيه من خلال:
1. تكليفهم بأعمالٍ تتناسب مع قدرة واستطاعة كل واحد منهم.
2. إمدادهم بالقوت والغذاء مع أجوارهم المستحقة.
3. إيلاء الاهتمام بهم في مرضهم.
4. تقاسم ما لذ وطاب من الأطعمة الشهية معهم.
5. منحهم إجازة من حينٍ لآخر.

ترى النصوص البوذيَّة القديمة أن النجاح في العمل يتحقق بمساعدة الشمائل الروحية والأخلاقيَّة للمرء. وذكر بوذا وفقاً لما ورد في سوترا أَديّا عدة طرق يستطيع بها المرء إنفاق ماله الذي كسبه كسباً جائزاً مشروعاً في:
1. تأمين السرور والرخاء لأنفسهم ولأمهم ولأبيهم ولأطفالهم ولزوجتهم ولعبيدهم ولخدمهم ومساعديهم.
2. تأمين السرور والرخاء لأصدقائهم ولشركائهم.
3. تحاشي المصائب الآتية من الحرائق والفيضانات والملوك واللصوص والورثة الباغضون وحفظ النفس آمنة.
4. أداء القرابين/العروض الخمسة: للأقارب والضيوف والموتى والملوك والديفات.
5. إخراج العروض إلى الكهنة (البراهمة) والمتأملين (الرهبان).